# 福岡アジア文化賞
福岡アジア文化賞（英語：Fukuoka Prize）は、アジアの文化の保存と創造に関する功績を顕彰するため、福岡市によって1990年に始められた賞である。
アジアの固有かつ多様な文化の保存と創造に顕著な業績をあげた個人又は団体を顕彰することにより、アジア文化の価値を認識し、その文化を守り育てるとともに、アジアの人々が相互に学び合いながら、幅広く交流する基盤をつくることに貢献することを目的としている。
また、福岡市がアジアの学術、文化を世界に発信する都市としてアピールすることで、今後、アジアの学術、文化の交流拠点としての機能を果たしたいとの趣旨がある。
この賞は、国ではなく都市が、アジアの学術文化を対象として顕彰する初の国際賞となる。
大賞、学術研究賞、芸術・文化賞が設けられており、毎年9月に福岡市で授賞式、市民フォーラムなどの公式行事を開催。
これまでの主な受賞者にムハマド・ユヌス（2006年ノーベル平和賞）、莫言（2012年ノーベル文学賞）やドナルド・キーンなどがいる。

## 部門
- 大賞

学術研究又は芸術・文化の分野においてアジアの文化の意義を全世界に対し示したもの。国際性、普遍性、大衆性、独創性などが要件。毎年1人の個人、または1団体に賞金500万とともに授与される。
- 学術研究賞

アジア分野の学術研究における貢献を評価。社会学・文化人類学・カルチュラル・スタディーズ・歴史学・経済学・政治学・考古学など。毎年1〜2人の個人、または1〜2の団体に賞金300万とともに授与される
- 芸術・文化賞

アジア固有の芸術・文化の保存と発展における功績を評価。文芸・音楽・絵画・彫刻・映画・ビデオアート・舞踊・伝統芸能など。毎年1〜2人の個人、または1〜2の団体に賞金300万とともに授与される。ただし、その年度の総受賞者は4名以下とする。

## 対象地域
- 東アジア

日本国、中華人民共和国、台湾、大韓民国、朝鮮民主主義人民共和国、モンゴル国、中華人民共和国香港特別行政区、中華人民共和国マカオ特別行政区
- 東南アジア

シンガポール共和国、マレーシア、インドネシア共和国、フィリピン共和国、タイ王国、ベトナム社会主義共和国、カンボジア王国、ラオス人民民主共和国、ミャンマー連邦、東ティモール民主共和国、ブルネイ・ダルサラーム国
- 南アジア

インド、パキスタン・イスラム共和国、バングラデシュ人民共和国、ブータン王国、モルディブ共和国、ネパール、スリランカ民主社会主義共和国

## 歴代受賞者
2025年（第35回）
- 高良倉吉（日本、歴史学者）　大賞
- 白 永 瑞（ペク・ヨンソ）（韓国、歴史学者）　学術研究賞
- ヴォ・チョン・ギア（ベトナム、建築家）　芸術・文化賞

2024年（第34回）
- 真鍋大度（日本、メディアアーティスト）　大賞
- スニール・アムリス（米国、歴史学者）　学術研究賞
- キムスージャ（韓国、アーティスト）　芸術・文化賞

2023年（第33回）
- トンチャイ・ウィニッチャクン（タイ、歴史学者）　大賞
- カターリヤ・ウム（米国、政治学者）　学術研究賞
- 張 律（チャン・リュル）（中国、映画監督）　芸術・文化賞

2022年（第32回）
- 林英哲（日本、太鼓奏者）　大賞
- タイモン・スクリーチ（英国、美術史家）　学術研究賞
- シャジア・シカンダー (英語版)（米国、アーティスト）　芸術・文化賞

2021年（第31回）
- パラグミ・サイナート （インド、ジャーナリズム）　大賞
- 岸本美緒（日本、歴史学）　学術研究賞
- プラープダー・ユン（タイ、クリエイティブアート）　芸術・文化賞

2019年（第30回）
- ランドルフ・ダビッド （フィリピン、社会学）　大賞
- レオナルド・ブリュッセイ（オランダ、近世アジア-ヨーロッパ関係史）　学術研究賞
- 佐藤信（日本、演劇）　芸術・文化賞

2018年（第29回）
- 賈樟柯 （中華人民共和国、映画）　大賞
- 末廣昭（日本、経済学、地域研究（タイ））　学術研究賞
- ティージャン・バーイー（インド、音楽）　芸術・文化賞

2017年（第28回）
- パースック・ポンパイチット および クリス・ベーカー（タイ王国、経済学）（イギリス、歴史学）　大賞
- 王名（中華人民共和国、歴史学、NGO・市民社会研究）　学術研究賞
- コン・ナイ（カンボジア、音楽）　芸術・文化賞

2016年（第27回）
- A・R・ラフマーン（インド、音楽）　大賞
- アンベス・R・オカンポ（フィリピン、歴史学）　学術研究賞
- ヤスミーン・ラリ（パキスタン、建築）　芸術・文化賞

2015年（第26回）
- タン・ミン・ウー（ミャンマー、歴史学）　大賞
- ラーマチャンドラ・グハ（インド、歴史学、社会学）　学術研究賞
- ミン・ハン（ベトナム、ファッション）　芸術・文化賞

2014年（第25回）
- エズラ・F・ヴォーゲル（アメリカ合衆国、社会学）　大賞
- アジュマルディ・アズラ（インドネシア、歴史学）　学術研究賞
- ダニー・ユン（香港、演劇）　芸術・文化賞

2013年（第24回）
- 中村哲（日本、医師、異文化理解・国際（民際）協力）　大賞
- テッサ・モーリス＝スズキ（オーストラリア、アジア地域研究）　学術研究賞
- ナリニ・マラニ（インド、現代美術）　芸術・文化賞
- アピチャッポン・ウィーラセタクン（タイ王国、映画、視覚芸術）　芸術・文化賞

2012年（第23回）
- ヴァンダナ・シヴァ（インド、環境哲学）　大賞
- チャーンウィット・カセートシリ（タイ王国、政治学・歴史学）　学術研究賞
- キドラット・タヒミック（フィリピン、映画）　芸術・文化賞
- クス・ムルティア・パク・ブォノ（インドネシア、舞踊）　芸術・文化賞

2011年（第22回）
- アン・チュリアン（カンボジア、民族学）　大賞
- 趙東一（大韓民国、文学）　学術研究賞
- ニールズ・グッチョウ（ドイツ、建築）　芸術・文化賞

2010年（第21回）
- 黄秉冀（大韓民国、音楽（伽耶琴））　大賞
- ジェームズ・C・スコット（アメリカ合衆国、政治学・人類学）　学術研究賞
- 毛里和子（日本、地域研究（現代中国））　学術研究賞
- オン・ケンセン（シンガポール、演劇）　芸術・文化賞

2009年（第20回）
- オギュスタン・ベルク（フランス、文化地理学）　大賞
- パルタ・チャタジー（インド、政治学・歴史学）　学術研究賞
- 三木稔（日本、作曲家）　芸術・文化賞
- ツァイ・グォ・チャン（中華人民共和国、現代美術家）　芸術・文化賞

2008年（第19回）
- アン・ホイ（香港、映画）　大賞
- サヴィトリ・グナセーカラ（スリランカ、法学）　学術研究賞
- シャムスル・A・B（マレーシア、社会人類学）　学術研究賞
- フォリダ・パルビーン（バングラデシュ、音楽）　芸術・文化賞

2007年（第18回）
- アシシュ・ナンディ（インド、社会・文明評論）　大賞
- シーサック・ワンリポードム（タイ王国、人類学・考古学）　学術研究賞
- 朱銘（台湾、彫刻家）　芸術・文化賞
- 金徳洙（大韓民国、伝統芸能家）　芸術・文化賞

2006年（第17回）
- 莫言（中華人民共和国、作家）　大賞
- シャグダリン・ビラ（モンゴル国、歴史学者）　学術研究賞
- 濱下武志（日本、歴史学者）　学術研究賞
- アクシ・ムフティ（パキスタン、民俗文化保存専門家）　芸術・文化賞

2005年（第16回）
- 任東権（大韓民国、民俗学者）　大賞
- トー・カウン（ミャンマー、図書館学者）　学術研究賞
- ドアンドゥアン・ブンニャウォン（ラオス、織物研究家）　芸術・文化賞
- タシ・ノルブ（ブータン、伝統音楽家）　芸術・文化賞

2004年（第15回）
- アムジャッド・アリ・カーン（インド、サロード奏者）　大賞
- 厲以寧（中華人民共和国、経済学者）　学術研究賞
- ラーム・ダヤル・ラケーシュ（ネパール、民俗文化研究者）　学術研究賞
- センブクティ・アーラチラゲ・ローランド・シルワ（スリランカ、文化遺産保存建築家）　芸術・文化賞

2003年（第14回）
- 外間守善（日本、沖縄学者）　大賞
- レイナルド・C・イレート（フィリピン、歴史学者）　学術研究賞
- 徐冰（中華人民共和国、アーティスト）　芸術・文化賞
- ディック・リー（シンガポール、シンガーソングライター）　芸術・文化賞

2002年（第13回）
- 張芸謀（中華人民共和国、映画監督）　大賞
- キングスレー・ムトゥムニ・デ・シルワ（スリランカ、歴史学者）　学術研究賞
- アンソニー・リード（オーストラリア、歴史学者）　学術研究賞
- ラット（マレーシア、マンガ家）　芸術・文化賞

2001年（第12回）
- ムハマド・ユヌス（バングラデシュ、経済学者）　大賞
- 速水佑次郎 (日本、経済学者）　学術研究賞
- タワン・ダッチャニー（タイ王国、画家）　芸術・文化賞
- マリルー・ディアス=アバヤ（フィリピン、映画監督）　芸術・文化賞

2000年（第11回）
- プラムディヤ・アナンタ・トゥール（インドネシア、作家）　大賞
- タン・トゥン（ミャンマー、歴史学者）　学術研究賞
- ベネディクト・アンダーソン（アイルランド、政治学者）　学術研究賞
- ハムザ・アワン・アマット（マレーシア、影絵人形遣い）　芸術・文化賞

1999年（第10回）
- 侯孝賢（台湾、映画監督）　大賞
- 大林太良（日本、民族学者）　学術研究賞
- ニティ・イヨウシーウォン（タイ王国、歴史学者）　学術研究賞
- タン・ダウ（シンガポール、ヴィジュアルアーティスト）　芸術・文化賞

1998年（第9回）
- 李基文（大韓民国、言語学者）　大賞
- スタンレー・ジェヤラジャ・タンバイア（アメリカ合衆国、人類学者）　学術研究賞/国際部門
- 上田正昭（日本、歴史学者）　学術研究賞/国内部門
- R.M.スダルソノ（インドネシア、舞踊家・舞踊研究者）　芸術・文化賞

1997年（第8回）
- チェン・ポン（カンボジア、劇作家）　大賞
- ロミラ・ターパル（インド、歴史学者）　学術研究賞/国際部門
- 樋口隆康（日本、考古学者）　学術研究賞/国内部門
- 林権澤（大韓民国、映画監督）　芸術・文化賞

1996年（第7回）
- 王仲殊（中華人民共和国、考古学者）　大賞
- ファン・フイ・レ（ベトナム、歴史学者）　学術研究賞/国際部門
- 衞藤瀋吉（日本、国際関係研究者）　学術研究賞/国内部門
- ヌスラット・ファテ・アリー・ハーン（パキスタン、カッワーリー歌手）　芸術・文化賞

1995年（第6回）
- クンチャラニングラット（インドネシア、文化人類学者）　大賞
- 韓基彦（大韓民国、教育学者）　学術研究賞/国際部門
- 辛島昇（日本、歴史学者）　学術研究賞/国内部門
- ナム・ジュン・パイク（アメリカ合衆国、ビデオ・アーティスト）　芸術・文化賞

1994年（第5回）
- スパトラディット・ディッサクン（タイ王国、考古学・美術史学者）　大賞
- 王賡武（オーストラリア、歴史学者）　学術研究賞/国際部門
- 石井米雄（日本、東南アジア研究者）　学術研究賞/国内部門
- パドマー・スブラマニヤム（インド、舞踊家）　芸術・文化賞

1993年（第4回）
- 費孝通（中華人民共和国、社会学・人類学者）　大賞
- ウンク・A・アジズ（マレーシア、経済学者）　学術研究賞/国際部門
- 川喜田二郎（日本、民族地理学者）　学術研究賞/国内部門
- ナムジリン・ノロゥバンザト（モンゴル国、声楽家）　芸術・文化賞

1992年（第3回）
- 金元龍（大韓民国、考古学者）　大賞
- クリフォード・ギアツ（アメリカ合衆国、文化人類学者）　学術研究賞/国際部門
- 竹内実（日本、中国研究者）　学術研究賞/国内部門
- レアンドロ・V・ロクシン（フィリピン、建築家）　芸術・文化賞

1991年（第2回）
- ラヴィ・シャンカール（インド、音楽家・シタール奏者）　大賞
- タウフィック・アブドゥラ（インドネシア、歴史学者・社会科学者）　学術研究賞/国際部門
- 中根千枝（日本、社会人類学者）　学術研究賞/国内部門
- ドナルド・キーン（アメリカ合衆国、日本文学・文化研究者）　芸術・文化賞

1990年（第1回）
- 巴金（中華人民共和国、作家）　創設特別賞
- 黒澤明（日本、映画監督）　創設特別賞
- ジョゼフ・ニーダム（イギリス、中国科学史研究者）　創設特別賞
- ククリット・プラモート（タイ王国、作家・政治家）　創設特別賞

## 選考過程
世界各国約7,000人の推薦委員からの推薦をもとに、学術研究賞選考委員会と芸術・文化賞選考委員会が各賞の受賞候補者を選出し、福岡アジア文化賞審査委員会が決定する。

## 審査・選考委員会
福岡アジア文化賞審査委員会
- 石橋達朗（委員長）
- 中村英一（副委員長）
- 石坂健治
- 内野儀
- 河野俊行
- 竹中千春
- 柄博子
- 土屋直知

学術研究賞選考委員会
- 竹中千春（委員長）
- 河野俊行（副委員長）
- 木宮正史
- 清水一史
- 清水展
- 田村慶子
- 新田栄治
- 脇村孝平

芸術・文化賞選考委員会
- 石坂健治（委員長）
- 内野儀　（副委員長）
- 宇戸清治
- 片岡真実
- 寺内直子
- 西村幸夫
- 松隈浩之